# Justine Willmott
Justine Willmott (* 30. März 1971) ist eine englische Badmintonspielerin. 

## Karriere
Justine Willmott war 1995 und 1996 bei den Mauritius International erfolgreich. 1998 siegte sie im Dameneinzel bei den Irish Open. Im Folgejahr nahm sie im Dameneinzel an der Badminton-Weltmeisterschaft teil und wurde dort 17. in der Endabrechnung.

## Sportliche Erfolge
| Saison | Veranstaltung           | Disziplin   | Platz | Name                             |
| ------ | ----------------------- | ----------- | ----- | -------------------------------- |
| 1995   | Mauritius International | Dameneinzel | 1     | Justine Willmott                 |
| 1996   | Mauritius International | Damendoppel | 1     | Lorraine Cole / Justine Willmott |
| 1996   | Mauritius International | Dameneinzel | 1     | Justine Willmott                 |
| 1998   | Irish Open              | Dameneinzel | 1     | Justine Willmott                 |
| 1999   | Weltmeisterschaft       | Dameneinzel | 17    | Justine Willmott                 |

## Referenzen
- Justine Willmott beim Badminton-Weltverband

| Personendaten    | Personendaten                |
| ---------------- | ---------------------------- |
| NAME             | Willmott, Justine            |
| KURZBESCHREIBUNG | englische Badmintonspielerin |
| GEBURTSDATUM     | 30. März 1971                |